# Вайт-Стоун (Вірджинія)
Вайт-Стоун (англ. White Stone) — місто (англ. town) в США, в окрузі Ланкастер штату Вірджинія. Населення — 380 осіб (2020).

## Географія
Вайт-Стоун розташований за координатами 37°38′41″ пн. ш. 76°23′24″ зх. д. / 37.64472° пн. ш. 76.39000° зх. д. (37.644737, -76.389965).  За даними Бюро перепису населення США в 2010 році місто мало площу 2,54 км², з яких 2,53 км² — суходіл та 0,01 км² — водойми.

## Демографія
Згідно з переписом 2010 року, у місті мешкали 352 особи в 159 домогосподарствах у складі 93 родин. Густота населення становила 139 осіб/км².  Було 183 помешкання (72/км²).
Расовий склад населення:
| - 85,8 % — білих - 10,2 % — чорних або афроамериканців - 2,3 % — азіатів - 0,3 % — корінних американців |

До двох чи більше рас належало 1,1 %. Частка іспаномовних становила 1,4 % від усіх жителів.
За віковим діапазоном населення розподілялося таким чином: 18,5 % — особи молодші 18 років, 62,5 % — особи у віці 18—64 років, 19,0 % — особи у віці 65 років та старші. Медіана віку мешканця становила 46,3 року. На 100 осіб жіночої статі у місті припадало 91,3 чоловіків;  на 100 жінок у віці від 18 років та старших — 90,1 чоловіків також старших 18 років.
Середній дохід на одне домашнє господарство  становив 49 248 доларів США (медіана — 40 833), а середній дохід на одну сім'ю — 52 405 доларів (медіана — 39 063). За межею бідності перебувало 17,5 % осіб, у тому числі 21,9 % дітей у віці до 18 років та 13,5 % осіб у віці 65 років та старших.
Цивільне працевлаштоване населення становило 241 осіб. Основні галузі зайнятості: освіта, охорона здоров'я та соціальна допомога — 32,0 %, мистецтво, розваги та відпочинок — 14,1 %, роздрібна торгівля — 13,7 %.